# Piñera (lugar)
Piñera es una entidad de población española de la parroquia de Piñera, perteneciente al municipio de Cudillero, en la comunidad autónoma de Asturias.

## Historia
Hacia mediados del siglo XIX, el lugar, ya por entonces perteneciente a Cudillero, tenía contabilizada una población de 128 habitantes. Aparece descrito en el decimotercer volumen del Diccionario geográfico-estadístico-histórico de España y sus posesiones de Ultramar de Pascual Madoz con las siguientes palabras:

PIÑERA: l. en la prov. de Oviedo, ayunt. de Cudillero y felig. de Sta. Maria del mismo nombre. sit. en un valle ú hondonada al pie de la sierra de Gamonedo, por donde pasa el r. que va á parar á Cudillero y que nace en su mayor parte de la canalada formada entre dicha sierra y la otra que desde Villafria se estiende hasta Sta. Ana de Montarés. Su terreno de buena calidad y fertil. prod.: maiz, habas, escanda, patatas, cebada y otros frutos. Se celebra en este sitio una feria de ganados el 10 de agosto. pobl.: 30 vec., 128 almas.
(Madoz, 1849, p. 51)

En 2023, la entidad singular de población tenía empadronados 48 habitantes y el núcleo de población, los mismos.